# Leptothrium rigidum
Leptothrium rigidum är en gräsart som beskrevs av Carl Sigismund Kunth. Leptothrium rigidum ingår i släktet Leptothrium och familjen gräs. Inga underarter finns listade i Catalogue of Life.